# Giải Viện Hàn lâm Nhật Bản lần thứ 32
Giải Viện Hàn lâm Nhật Bản lần thứ 32 (第32回日本アカデミー賞) là lễ trao giải lần thứ 32 của Giải Viện Hàn lâm Nhật Bản, giải thưởng được trao bởi Viện Hàn lâm Nhật Bản và Hiệp hội Sho để vinh danh những hạng mục phim xuất sắc của năm 2008. Lễ trao giải được tổ chức vào ngày 20 tháng 2 năm 2009 tại Khách sạn Grand Prince Hotel New Takanawa ở Tokyo, Nhật Bản.

## Giải thưởng
Tất cả các hạng mục trao giải (trừ giải diễn viên trẻ của năm và các giải đặc biệt) được chia làm hai danh hiệu: các đề cử (do thành viên Viện Hàn lâm bầu chọn) đều đạt danh hiệu Xuất sắc của năm và trong các đề cử sẽ chọn ra một giải Xuất sắc nhất của năm.
| Phim điện ảnh xuất sắc của năm | Phim hoạt hình xuất sắc của năm |
| --- | --- |
| - Phim điện ảnh hay nhất của năm: Người tiễn đưa - Kābē - Kuraimāzu Hai - Za Majikku Awa - Yōgisha Ekkusu no Kenshin | - Phim hoạt hình hay nhất của năm: Gake no Ue no Ponyo - Doraemon: Nobita và người khổng lồ xanh - Sukai Kurora - Meitantei Konan: Senritsu no Furu Sukoa - One Piece The Movie: Episode of Chopper Plus - Fuyu ni Saku, Kiseki no                             |
| Đạo diễn xuất sắc của năm | Biên kịch xuất sắc của năm |
| - Đạo diễn xuất sắc nhất của năm: Takita Yōjirō – Người tiễn đưa - Nakashima Tetsuya – Pako to Mahō no Ehon - Harada Masato – Kuraimāzu Hai - Mitani Kōki – Za Majikku Awa - Yamada Yoji – Kābē                                                                        | - Biên kịch xuất sắc nhất của năm: Koyama Kundō – Người tiễn đưa - Uchida Kenji – Afuta Sukuru - Katō Masato, Narushima Izuru, Harada Masato – Kuraimāzu Hai - Mitani Kōki – Za Majikku Awa - Yamada Yoji và Hiramatsu Emiko – Kābē                            |
| Nam diễn viên chính xuất sắc | Nữ diễn viên chính xuất sắc |
| - Nam diễn viên chính xuất sắc nhất: Motoki Masahiro – Người tiễn đưa - Satō Kōichi – Za Majikku Awa - Tsutsumi Shinichi – Kuraimāzu Hai - Matsuyama Kenichi – Detoroito Metaru Shiti - Yakusho Kōji – Pako to Mahō no Ehon                                            | - Nữ diễn viên chính xuất sắc nhất: Kimura Tae – Gururi no koto - Nakama Yukie – Watashi wa Kai ni Naritai - Hirosue Ryōko – Người tiễn đưa - Yoshinaga Sayuri – Kābē, Maboroshi no Yamataikoku                                                                |
| Nam diễn viên phụ xuất sắc | Nữ diễn viên phụ xuất sắc |
| - Nam diễn viên phụ xuất sắc nhất: Yamazaki Tsutomu – Người tiễn đưa - Asano Tadanobu – Kābē - Sakai Masato – Kuraimāzu Hai - Tsutsumi Shinichi – Yōgisha Ekkusu no Kenshin - Terawaki Yasufumi – Aibo gekijo-ban: Zettai zetsumei! 42.195km Tôkyô Biggu Shiti Marason | - Nữ diễn viên phụ xuất sắc nhất: Yo Kimiko – Người tiễn đưa - Kiki Kirin – Aruitemo aruitemo - Dan Rei – Kābē - Matsuyuki Yasuko – Detoroito Metaru Shiti, Yōgisha Ekkusu no Kenshin                                                                          |
| Giải thưởng do khán giả bình chọn | Diễn viên trẻ của năm |
| - Giải thưởng diễn viên được khán giả bình chọn: Matsuyama Kenichi – Detoroito Metaru Shiti - Giải thưởng phim được khán giả bình chọn: Yōgisha Ekkusu no Kenshin | - Koike Teppei – Hōmuresu chūgakusei - Matsuda Shota – Ikigami - Wilson Ayaka – Pako to Mahō no Ehon - Nagabuchi Ayane – Sanbongi Nōgyō Koukou, Bajutsubu: Mōmoku no Uma to Shōjo no Jitsuwa - Fukuda Saki – Sakura no Sono - Yoshitaka Yuriko – Hebi ni Piasu |
| Âm nhạc xuất sắc | Quay phim xuất sắc |
| - Âm nhạc xuất sắc nhất: Hisaishi Joe – Gake no Ue no Ponyo - Ogino Kiyoko – Za Majikku Awa - Roberto Gabriele – Pako to Mahō no Ehon - Tomita Isao – Kābē - Joe Hisaishi – Người tiễn đưa                                                                             | - Quay phim xuất sắc nhất: Hamada Takeshi – Người tiễn đưa - Atō Shōichi và Ozawa Atsushi – Pako to Mahō no Ehon - Kobayashi Gen – Kuraimāzu Hai - Naganuma Mutsuo – Kābē - Matsushima Kōsuke – Watashi wa Kai ni Naritai                                      |
| Đạo diễn ánh sáng xuất sắc | Chỉ đạo nghệ thuật xuất sắc |
| - Đạo diễn ánh sáng xuất sắc: Takaya Hitoshi – Người tiễn đưa - Takakura Susumu – Pako to Mahō no Ehon - Hori Naoyuki – Kuraimāzu Hai - Nakasu Takeshi – Kābē - Tarō Kimura – Watashi wa Kai ni Naritai                                                                | - Chỉ đạo nghệ thuật xuất sắc nhất: Kuwajima Towako – Pako to Mahō no Ehon - Ogawa Fumio – Người tiễn đưa - Taneda Yōhei – Za Majikku Awa - Degawa Mitsuo – Kābē - Fukuzawa Katsuhiro – Kuraimāzu Hai                                                          |
| Thu âm xuất sắc | Biên tập xuất sắc |
| - Thu âm xuất sắc nhất: Ono Satoshi và Onodera Osamu – Người tiễn đưa - Kishida Kazumi – Kābē - Segawa Tetsuo – Za Majikku Awa - Fukuda Shin và Tasai Tadao – Pako to Mahō no Ehon - Yano Masato – Kuraimāzu Hai                                                       | - Biên tập xuất sắc nhất: Kawashima Masaaki – Người tiễn đưa - Ishii Iwao – Kābē - Ueno Sōichi – Za Majikku Awa - Koike Yoshiyuki – Pako to Mahō no Ehon - Sunaga Hiroshi và Harada Yūjin – Kuraimāzu Hai                                                      |
| Phim nước ngoài xuất sắc | Giải thưởng Đặc biệt từ Chủ tịch Hiệp hội |
| - Phim nước ngoài xuất sắc nhất: Hiệp sĩ bóng đêm - The Bucket List - Không chốn dung thân - Sắc, Giới - Đại chiến Xích Bích (Phần I) | Giải thưởng vinh danh những người có nhiều đóng góp trong nhiều năm (những người đã mất trong năm 2008). - Ichikawa Kon (Đạo diễn) - Ogata Ken (Diễn viên) |
| Giải thưởng Shigeru Okada | Giải thưởng đặc biệt từ Hiệp hội |
| - Studio Ghibli | Vinh danh những người có nhiều đóng góp cho ngành điện ảnh - Narumi Satoshi (Hiệu ứng phim) - Hatori Hiroyuki (Hiệu ứng phim) - Miya Tadaomi (Huấn luyện chó đóng phim)                                                                                        |